# Cecil Clarke
Cecil Phillip Clarke (sinh ngày 12 tháng 4 năm 1968) là một chính khách ở Nova Scotia, Canada. Ông là thị trưởng của Khu đô thị Cape Breton, và đại diện cho việc tranh cử Cape Breton North trong Hội đồng Nova Scotia, từ năm 2001 đến 2011 với tư cách là một người Bảo thủ Tiến bộ.

## Trước chính trị
Sinh ra ở Bắc Sydney, Nova Scotia, Clarke tốt nghiệp cử nhân tại Đại học Mount Allison năm 1990.

## Sự nghiệp chính trị
Trong bầu cử liên bang năm 1997, Clarke đã nỗ lực đầu tiên tham gia chính trị, với tư cách là ứng cử viên Bảo thủ Tiến bộ ở Sydney—Victoria. Ông đứng thứ ba sau Tân Dân chủ Peter Mancini và Tự do Vince MacLean.
Clarke chuyển sang chính trị tỉnh và được bầu vào tháng 3 năm 2001. Ông được bầu lại vào năm 2003, 2006 và tổng tuyển cử năm 2009. Ông từng phục vụ trong Hội đồng điều hành Nova Scotia với tư cách là Bộ trưởng Bộ Phát triển Kinh tế, Bộ trưởng Bộ Năng lượng, Tổng chưởng lý và Bộ trưởng Bộ Tư pháp. Clarke là Chủ tịch Hội đồng Nova Scotia từ tháng 6 năm 2006 đến tháng 10 năm 2007.
Vào tháng 7 năm 2010, Clarke tuyên bố rằng ông đang tìm kiếm đề cử của đảng Bảo thủ liên bang cho việc tranh cử Sydney—Victoria. Vào ngày 25 tháng 3 năm 2011, Clarke đã từ chức ghế trong cơ quan lập pháp Nova Scotia để ông có thể ra tranh cử cho đảng Bảo thủ trong cuộc bầu cử liên bang năm 2011. Vào ngày 2 tháng 5 năm 2011, Clarke đã bị đánh bại trong một vị trí trong Hạ viện Canada bởi đương nhiệm đảng Tự do Mark Eyking..
Vào ngày 6 tháng 9 năm 2012, Clarke tuyên bố rằng ông đang tham gia cuộc đua giành chức thị trưởng của Vùng đô thị Cape Breton trong cuộc bầu cử thành phố Nova Scotia 2012. Vào ngày 20 tháng 10 năm 2012, Clarke được bầu làm thị trưởng. Ông nhậm chức vào ngày 5 tháng 11 năm 2012.
Clarke được bầu lại làm thị trưởng trong cuộc bầu cử thành phố năm 2016.
Clarke đã bị chỉ trích vào đầu năm 2018 cho một chuyến đi đến Trung Quốc với chi phí cho người nộp thuế hơn 30.000 đô la và bao gồm vé hạng nhất cho chính mình.
Năm 2018, Clarke công khai là người đồng tính, tiết lộ rằng ai đó đã đe dọa sẽ đánh ông.
Vào ngày 3 tháng 2 năm 2018, Clarke tuyên bố ứng cử vào vị trí lãnh đạo của Đảng Bảo thủ Tiến bộ Nova Scotia. Ông thua Tim Houston.